# 草刈衡継
草苅 衡継（くさかり ひらつぐ）は、戦国時代の武将。草苅氏は因幡国の淀山城を本拠とする国人で、衡継の代に美作国へ移り住んだ。山名氏、毛利氏に属する。父は草苅景継 (伊賀守)、子に景継、重継。

## 生涯
因幡国の国人・草苅景継（伊賀守）の子として生まれる。
享禄2年（1529年）に父・景継が死去し、家督を継ぐ。山名氏に属して出雲国の尼子経久と度々戦い、山名氏の旧領である因幡国の気多郡と岩井郡を取り返した。
天文元年（1532年）、備前国の浦上村宗・宗景父子と戦って美作国の東北条郡や西北条郡を切り取り、天文2年（1533年）に美作国東北条郡に美作高山城（矢筈城）を築き移り住んだ。天文5年（1536年）には美作国の英田郡と吉野郡を勢力下に置いた。
草苅氏は父祖以来山名氏に属し、衡継も多くの武功を挙げてきたが、それらの功がかえって警戒を招き、遂には衡継を討とうとするに至った。ここに至って衡継は山名氏から離反。山名氏と戦って因幡国の八束郡と岩井郡を勢力下に置いたが、後に将軍・足利義輝の調停により、衡継は山名氏と和睦した。
天文11年（1542年）から天文12年（1543年）にかけての大内義隆の出雲攻めを契機として、衡継は毛利元就に属するようになり、天文13年（1544年）1月10日に衡継は従五位下に叙せられた。
その後、浦上氏家臣の宇喜多直家と度々戦い、天文23年（1554年）には美作国の大庭郡と真島郡を勢力下に置く。
永禄2年（1559年）に嫡男の景継へ家督を譲って隠居し、永禄12年（1569年）6月12日に死去した。